# Národní strana práce (1938)
Národní strana práce  byla česká levicová politická strana období československé druhé republiky. Existovala v letech 1938–1939.
Strana vznikla 11. prosince 1938. Tvořila ji převážná část členstva zaniklé Československé sociálně demokratické strany dělnické a část členů Československé strany národně socialistické.
Předsedou strany byl Antonín Hampl, prvním místopředsedou Jaromír Nečas a generálním tajemníkem Bohumil Laušman. Tiskovým orgánem byl deník Národní práce, mládežnickou satelitní organizací bylo Národní hnutí pracující mládeže.
Strana představovala umírněnou opozici vůči vládní Straně národní jednoty, proti jejímž autoritářským tendencím hájila principy parlamentní demokracie. K rozpuštění strany došlo po okupaci Československa koncem března 1939 na pokyn vlády. Strana byla fakticky zakázána, avšak po dohodě Emila Háchy s představiteli veřejného života v březnu 1939 bylo několik dřívějších sociálně demokratických představitelů jmenováno do výboru nového Národního souručenství.